# San Jorge (Mantegna)
San Jorge (en italiano: San Giorgio, es una pintura al temple sobre tabla (66 x 32 cm) del pintor italiano renacentista Andrea Mantegna, data aproximadamente del año 1460 y está conservada en la Galería de la Academia de Venecia. 

## Descripción
El santo caballero está representado con traje de armadura y con la lanza rota después de haber matado al dragón, que yace a sus pies con la punta del arma clavada en su mandíbula. Un marco de mármol simulado, encuadra la escena. La lanza sostenida por san Jorge junto con el morro del dragón, se proyectan más allá del marco, haciendo que el mundo sea más real al espectador, de acuerdo con una ilusión de Mantegna, sobre todo utilizada en sus obras, entre el final del período de Padua (antes de 1459) y el primero de Mantua. También la guirnalda en la parte superior, compuesta de hojas y frutos, es un patrón típico de la escuela de su maestro Francesco Squarcione, y por tanto, se refiere a la época de juventud del artista cuando era un estudiante en su taller de Padua. El fondo muestra un camino que se inicia desde donde se encuentra el santo, hacia una colina, hasta llegar a una ciudad amurallada.